# Sergej Karjakin
Sergej Aleksandrovič Karjakin (ukr. Сергій Олександрович Карякін; rus. Сергей Александрович Карякин) (Simferopolj, Ukrajina, 12. siječnja 1990.), ruski je šahovski velemajstor. Od 25. srpnja 2009. ima rusko državljanstvo te nastupa za Rusiju.
Najviši rejting u karijeri bio mu je 2788, a dosegao ga je u srpnju 2011. U rujnu iste godine rejting mu je bio 2772, po čemu je bio 5. igrač na svijetu na FIDE-inoj ljestvici.